# Рогожин, Алексей Арсентьевич
Алексе́й Арсе́нтьевич Рого́жин (23 февраля 1922 — 1 марта 1992) — лётчик-штурмовик, участник Великой Отечественной войны, Герой Советского Союза, полковник, военный лётчик 1-го класса.

## Биография
Алексей Арсентьевич Рогожин родился 23 февраля 1922 года в семье рабочего в городе Тобольск, ныне Тюменской области. Русский. В 1927 году переехал с родителями в Тюмень, а затем в Тулу. Окончив 9 классов школы, учился в школе ФЗО, после которой работал слесарем на оружейном заводе в Туле. После сдачи нормативов и зачётов вступил в ОСОАВИАХИМ, членство в котором давало право вступить в авиаклуб. Обучался в Тульском авиаклубе, одновременно работая на заводе. Летать учился у В. С. Гризодубовой, получившей звание Героя Советского Союза за знаменитый перелёт на Дальний Восток.
В РККА с 1940 года. Поступил в Таганрогскую авиационную школу пилотов, которую окончил в 1941 году. По окончании школы был направлен на учёбу в Краснодарское авиационное училище пилотов, которое окончил в 1942 году. Член ВКП(б) с 1943 года.

### Во время Великой Отечественной войны

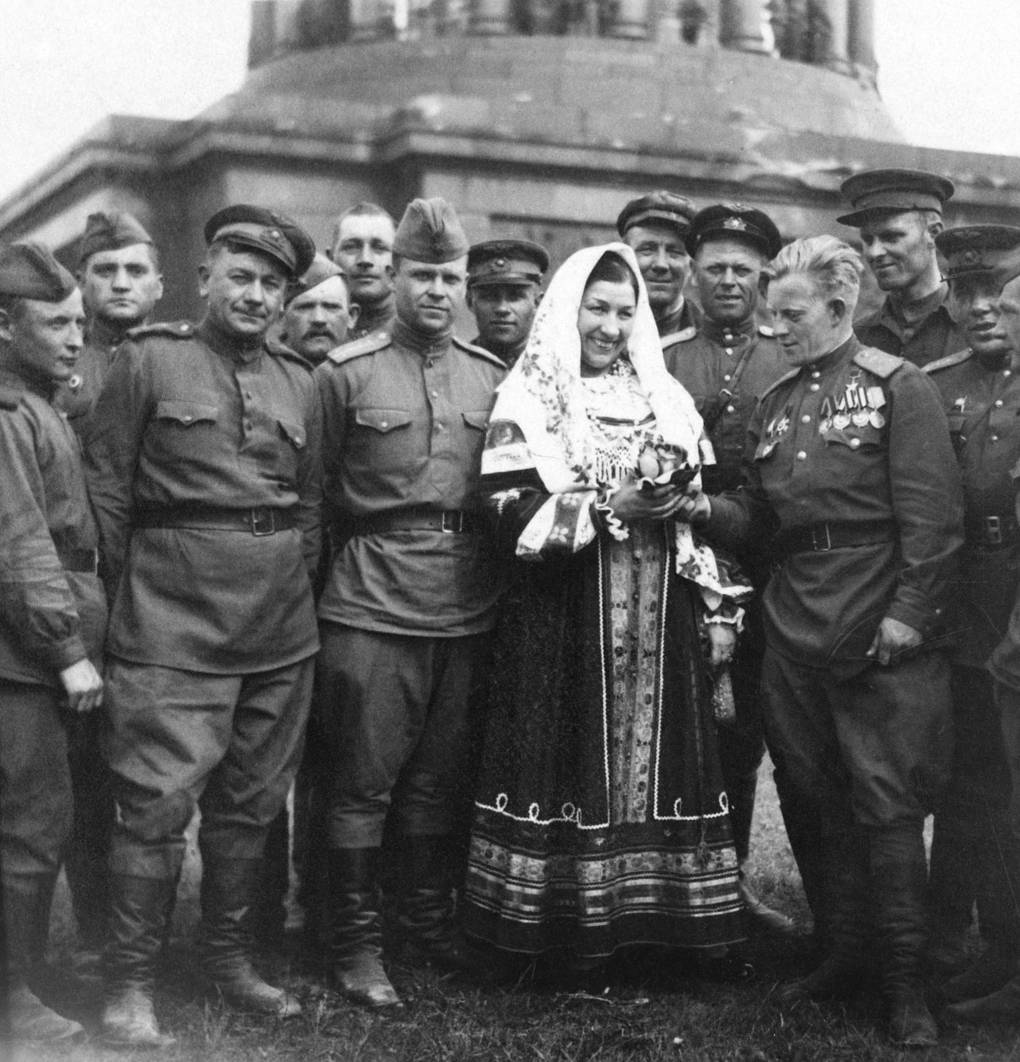
лётчик-штурмовик Алексей Арсентьевич Рогожин дарит сувенир певице Лидии Руслановой у стен Рейхстага

На фронтах Великой Отечественной войны с 23 января 1943 года. Во время Великой Отечественной войны воевал на штурмовике Ил-2 на Северо-Западном, Калининском, Воронежском, Степном, 2-м и 1-м Украинских фронтах. Весь боевой путь прошёл в составе 673-го штурмового авиационного полка 266-й штурмовой авиационной дивизии 1-го штурмового авиационного корпуса, в последующем переименованного в 142-й гвардейский Сандомирский штурмовой авиационный полк 8-й гвардейской штурмовой авиационной Полтавской ордена Богдана Хмельницкого дивизии 1-го гвардейского штурмового авиационного Кировоградского Краснознамённого корпуса.
В феврале 1943 года участвовал в нанесении штурмовых ударов по противнику для поддержки войск Северо-Западного фронта, участвовал на Калининском фронте в Ржевско-Вяземской наступательной операции. С 5 июля 1943 года в составе 2-й воздушной армии на Воронежском фронте сражался на Курской дуге, нанося штурмовые удары по противнику, поддерживая наземные войска в оборонительных боях, а затем — в период наступления. В августе 1943 года А. А. Рогожин на Степном фронте участвовал в Белгородско-Харьковской стратегической наступательной операции (в том числе в освобождении Белгорода и Харькова), а затем — в освобождении Левобережной Украины (в том числе освобождении Краснограда, Полтавы, Кременчуга) и в битве за Днепр. В районе Белгорода летом 1943 года был ранен в руку, но быстро восстановился и вошёл в строй.
За 41 успешный боевой вылет на уничтожение живой силы и техники противника и проявленные при этом доблесть, мужество и отвагу представлен к ордену Отечественной войны I-й степени, который получил 30 августа 1943 года.
В дальнейшем штурмовой корпус Рогожина участвовал в освобождении Правобережной Украины, в освобождении Молдавии, в нанесении штурмовых ударов по объектам на территории Румынии. 26 августа 1944 года получает ещё одно ранение: множественное осколочное ранение лица и сотрясение головного мозга. Находился в строю и принимал участие с 13 июля по 29 августа 1944 года в Львовско-Сандомирской стратегической наступательной операции, освобождении западных областей Украины, в освобождении восточных районов Польши, поддержке наземных войск на Сандомирском плацдарме на западном берегу Вислы, а также плацдармов в районах населённых пунктов Баранув и Магнушев. После освобождения Сандомира полк, в котором воевал А. А. Рогожин, получил наименование Сандомирского.
За отличную боевую работу по срыву немецкого летнего наступления 1943 года, за освобождение городов Белгород, Харьков, Красноград, Полтава, Львов, Сандомир и других, А. А. Рогожин имеет 8 благодарностей от Народного Комиссара обороны СССР. За успешное выполнение заданий командования А. А. Рогожин имеет 3 благодарности от командующего фронтом, 11 благодарностей от командиров корпуса и дивизии. К моменту представления на звание Героя Советского Союза по состоянию на 14 января 1945 года заместитель командира авиационной эскадрильи 142-го гвардейского штурмового авиационного полка гвардии лейтенант Рогожин произвёл 129 успешных боевых вылетов на уничтожение живой силы и техники противника на самолёте Ил-2. При этом уничтожил и повредил 38 танков, 116 автомашин, подавил огонь 5 артиллерийских батарей на огневых позициях, 3 батарей зенитной артиллерии, 2 миномётных точек, в составе группы взорвал 8 складов с ГСМ и боеприпасами, лично взорвал 1 железнодорожный эшелон с боеприпасами и один эшелон из цистерн с горючим, в воздушном бою сбил 1 самолёт Хе-126, уничтожил на земле 5 самолётов противника, рассеял и частично уничтожил до полка пехоты противника.
За мужество и героизм, проявленные при нанесении штурмовых ударов по живой силе и технике противника, Рогожину Алексею Арсентьевичу указом Президиума Верховного Совета СССР от 10 апреля 1945 года присвоено звание Героя Советского Союза с вручением ордена Ленина и медали «Золотая Звезда».
С 16 апреля по 8 мая 1945 года Рогожин участвовал в Берлинской стратегической операции. Боевой путь А. А. Рогожина завершился участием в освобождении Праги 11 мая 1945 года. За время войны Рогожин был ранен несколько раз, 6 раз был сбит, вместе с самолётом тонул на середине Днепра.

### После войны
После войны продолжал службу в ВВС на командных должностях. В 1959 году майор Рогожин окончил Военно-воздушную академию имени Ю. А. Гагарина. С 1968 полковник Рогожин — в запасе.
Жил в Туле. Работал на оружейном заводе председателем комитета ДОСААФ, занимался общественной деятельностью — исполнял обязанности ответственного секретаря Тульской секции Советского комитета ветеранов войны. Погиб в автомобильной катастрофе 1 марта 1992 года. Похоронен в Туле. В Туле живёт его дочь.

### Должности и звания в период войны
| Период               | Должность                                                                | Место службы |
| -------------------- | ------------------------------------------------------------------------ | --- |
| 1940 −1941           | курсант                                                                  | Таганрогская авиационная школа пилотов |
| 1941 −1942           | курсант                                                                  | Краснодарское авиационное училище летчиков                                                                                                   |
| 23.01.1943 — 10.1943 | лётчик, младший лейтенант                                                | 673-й штурмовой авиационный полк 266-й штурмовой авиационной дивизии 1-го штурмового авиационного корпуса                                    |
| 08.1944              | командир звена, гвардии лейтенант                                        | 142-й гвардейский штурмовой авиационный полк 8-й гвардейской штурмовой авиационной дивизии 1-го гвардейского штурмового авиационного корпуса |
| 11.1944              | заместитель командира эскадрильи — штурман эскадрильи, гвардии лейтенант | 142-й гвардейский штурмовой авиационный полк 8-й гвардейской штурмовой авиационной дивизии 1-го гвардейского штурмового авиационного корпуса |
| 02.1945              | командир эскадрильи, гвардии лейтенант                                   | 142-й гвардейский штурмовой авиационный полк 8-й гвардейской штурмовой авиационной дивизии 1-го гвардейского штурмового авиационного корпуса |
| 11.05.1945           | командир эскадрильи, гвардии лейтенант                                   | 142-й гвардейский штурмовой авиационный полк 8-й гвардейской штурмовой авиационной дивизии 1-го гвардейского штурмового авиационного корпуса |

### Участие в операциях и сражениях
- Демянская операция с 15 февраля 1943 года по 28 февраля 1943 года.
- Белгородско-Харьковская операция (Румянцев) с 3 августа 1943 года по 23 августа 1943 года.
- Кировоградская операция с 5 января 1944 года по 16 января 1944 года.
- Корсунь-Шевченковская операция с 24 января 1944 года по 17 февраля 1944 года.
- Уманско-Ботошанская операция — с 5 марта 1944 года по 17 апреля 1944 года.
- Львовско-Сандомирская операция — с 13 июля 1944 года по 29 августа 1944 года.
- Карпатско-Дуклинская операция — с 8 сентября 1944 года по 28 октября 1944 года.
- Сандомирско-Силезская операция — с 12 января 1945 года по 3 февраля 1945 года.
- Нижне-Силезская операция — с 8 февраля 1945 года по 24 февраля 1945 года.
- Верхне-Силезская операция — с 15 марта 1945 года по 31 марта 1945 года.
- Берлинская операция — с 16 апреля 1945 года по 8 мая 1945 года.
- Пражская операция — с 6 мая 1945 года по 11 мая 1945 года.

### Эпизоды боев

#### 6 мая 1943 года
Исключительно успешный боевой вылет произведён 6 мая 1943 года при штурмовке вражеского аэродрома Рогань-Харьков группой из 12-ти самолётов Ил-2, где было сосредоточено более 100 самолётов противника различных типов.— Наградной лист на звание Героя Советского Союза.
Несмотря на сильное противодействие зенитной артиллерии противника, группа самолётов Ил-2, где в боевом строю летел Рогожин А. А., отлично выполнила боевое задание. Было уничтожено более 30 самолётов противника на земле и подавлен огонь 8 точек зенитной артиллерии.

#### 5 июля 1943 года
Противник к 5 июля 1943 года сосредоточил большое количество танков и живой силы в районе Дорогобужино, Соломино, намереваясь нанести неожиданный удар по нашим наземным частям.
Эскадрилье в составе двух звеньев (группа из 8 самолётов) Ил-2, в которой Рогожин А. А. был ведущим второго звена, была поставлена боевая задача — нанести удар по скоплению техники и живой силы противника в указанном районе. Искусно маневрируя на предельно малых высотах группа штурмовиков, преодолела систему ПВО противника и в точно заданное время вышла на цель. Нанеся точный удар по заданным целям, группа уничтожила 15 автомашин, 6 танков, подавила огонь 4-х точек зенитной артиллерии, рассеяла и частично уничтожила до двух взводов пехоты противника.

#### 13 июля 1943 года
Подлинный героизм был проявлен тов. Рогожиным 13.07.1943 г. при штурмовке скопления до 25 танков по дороге с Б. Маячки на Красную Поляну и скоплению танков и автомашин до 300 единиц, расположенных по оврагу Б. Маячки, Покровка, Яковлево.
При выполнении боевого задания эскадрилья (группа) в составе 2-х звеньев Ил-2 была атакована 7 Ме-109. Несмотря на неоднократные атаки истребителей противника группа продолжала выполнять атаку наземных целей, одновременно ведя оборонительный воздушный бой.

В результате нанесения удара повреждено и уничтожено до 20 автомашин, 10 танков рассеяно и уничтожено до взвода пехоты. В воздушном бою сбито 2 Ме-109. А. А. Рогожин продолжал вести бой и штурмовать позиции врага до тех пор, пока не был сбит истребителями противника. Выпрыгнул с парашютом.

#### 4 августа 1943 года
А. А. Рогожин в группе из 12 самолётов Ил-2 нанёс успешный штурмовой удар в прифронтовой полосе аэродрома противника Микояновка, где было сосредоточено до 50 самолётов противника, из них 30 самолётов — истребители. В результате нанесения удара группой Ил-2 уничтожено 15 самолётов противника на земле.

#### 27 сентября 1943 года
«Весь участок фронта восхищен работой группы 12 самолётов Ил-2 …».
Противник оказал сильное огневое сопротивление нашим наступающим войскам и задержал продвижение нашей пехоты. В это момент командующий фронтом Маршал Советского Союза И. С. Конев со станции наведения приказал группе штурмовиков нанести удар по противнику и дать возможность нашей пехоте продвинуться вперёд. Эскадрилья Ил-2 под руководством командира полка (ведущий первого звена) нанесла штурмовой удар по танкам, пехоте и артиллерии противника на переднем крае. Начались большие взрывы и пожары, горели танки, взрывались артиллерийские орудия. После бомбёжки Рогожин (ведущий второго звена), рискуя жизнью на предельно малой высоте (10 — 15 м) в упор расстреливал вражескую пехоту.

Удар по немецким позициям был сокрушительный, наша пехота поднялась в атаку и стала быстро продвигаться вперёд.
Командующий фронтом лично наблюдавший за ходом ведения атаки штурмовиков, объявил благодарность лейтенанту Рогожину и всей группе, а ведущего группы командира полка Матикова представить к званию Героя Советского Союза.

## Награды

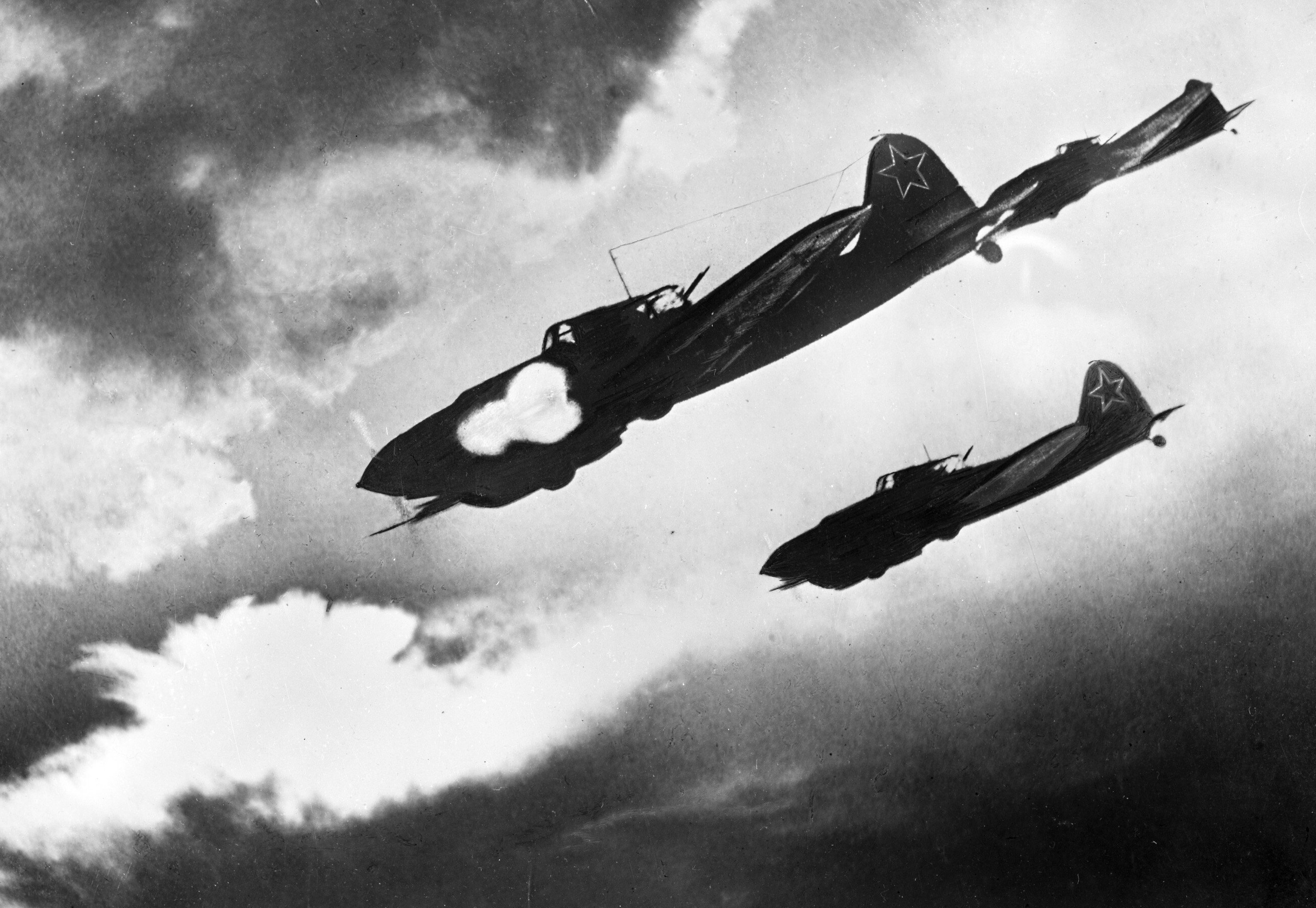
Штурмовик Ил-2

- Медаль «Золотая Звезда» Героя Советского Союза (№ 6076, 10.04.1945)[5];
- орден Ленина (10.04.1945)[5];
- орден Красного Знамени (26.19.1943 г.)[6];
- орден Красного Знамени (05.09.1944)[7];
- орден Александра Невского (25.04.1945)[8];
- орден Отечественной войны 1-й степени (30.08.1943)[9];
- орден Отечественной войны 1-й степени;
- орден Красной Звезды (26.05.1943)[1];
- орден Красной Звезды;
- медаль «За отвагу» (04.09.1943)[10];
- медаль «За боевые заслуги»;
- медаль «В ознаменование 100-летия со дня рождения Владимира Ильича Ленина»;
- медаль «За победу над Германией в Великой Отечественной войне 1941—1945 гг.»;
- юбилейная медаль «Двадцать лет Победы в Великой Отечественной войне 1941—1945 гг.»;
- юбилейная медаль «Тридцать лет Победы в Великой Отечественной войне 1941—1945 гг.»;
- юбилейная медаль «Сорок лет Победы в Великой Отечественной войне 1941—1945 гг.»;
- медаль «За освобождение Праги»;
- юбилейная медаль «30 лет Советской Армии и Флота»;
- юбилейная медаль «40 лет Вооружённых Сил СССР»;
- юбилейная медаль «50 лет Вооружённых Сил СССР»;
- юбилейная медаль «60 лет Вооружённых Сил СССР»;
- юбилейная медаль «70 лет Вооружённых Сил СССР»;
- медаль «За храбрость перед врагом» (Чехословакия);
- медаль «За участие в боях за Берлин» (Польша);
- медаль «Победы и Свободы» (Польша);
- иностранная медаль (не установлена).

## Память
- В марте 2011 года Имя Алексея Арсентьевича Рогожина присвоено 39 школе города Тулы[11].
- Управление по физической культуре, спорту и молодёжной политике администрации города Тулы и Муниципальное учреждение дополнительного образования детско-юношеская спортивная школа «Юность» 7 мая 2013 года провели Традиционный турнир по греко-римской борьбе посвящённый памяти Героя Советского Союза Алексея Арсентьевича Рогожина в с/з ДЮСШ «Юность» (ул. Демидовская, 56а)[12].
- Именем Героя названа улица в городе Тобольск.
- На улице Станиславского в городе Тула, где жил герой, установлена мемориальная доска.
- На здании ФЗО (ныне ГПОУ ТО «Тульский государственный машиностроительный колледж имени Никиты Демидова»), где учился Алексей Арсентьевич Рогожин, установлена мемориальная доска.